# Xanthanomis lilacea
Xanthanomis lilacea là một loài bướm đêm trong họ Noctuidae.